# 小行星15957
小行星15957（15957 Gemoore）是一颗绕太阳运转的小行星，为主小行星带小行星。该小行星于1998年1月22日发现。

## 轨道参数
小行星15957的轨道半长轴为2.9324679 UA，离心率为0.107。